# 伊万·谢罗夫
伊万·亚历山德罗维奇·谢罗夫（羅馬化：Ivan Aleksandrovich Serov；1905年8月25日—1990年7月1日），蘇聯克格勃主席、陸軍大将。1923年毕业于卡德尼科夫市农业学校，1925入在列宁格勒步兵学校学习，1926年6月加入布尔什维克，历任炮兵团排长、连长、团参谋长，1935起先后毕业于工农红军军事工程学院和伏龙芝军事学院，1936年授少校军衔。1939大清洗过后被补充进内务部工作，受贝利亚提拔，不到两年成为内务部第一副人民委员。1943授二级国家安全政委，内务部驻白俄罗斯第1方面军全权代表。曾参与镇压1953年东柏林民众起义和1956年波兰抗议事件，1956年匈牙利革命时亲自参与逮捕纳吉等人的行动。